# Ösjön (Sunds socken, Östergötland)
Ösjön är en sjö i Ydre kommun i Östergötland och ingår i Motala ströms huvudavrinningsområde. Sjön har en area på 0,115 kvadratkilometer och ligger 194,6 meter över havet.

## Delavrinningsområde
Ösjön ingår i det delavrinningsområde (641259-147363) som SMHI kallar för Inloppet i Östersjön. Medelhöjden är 203 meter över havet och ytan är 30,24 kvadratkilometer. Räknas de 14 avrinningsområdena uppströms in blir den ackumulerade arean 425,94 kvadratkilometer. Bulsjöån som avvattnar avrinningsområdet har biflödesordning 3, vilket innebär att vattnet flödar genom totalt 3 vattendrag innan det når havet efter 192 kilometer. Avrinningsområdet består mestadels av skog (80 procent). Avrinningsområdet har 1,7 kvadratkilometer vattenytor vilket ger det en sjöprocent på 5,6 procent.